# II. sbor (mobilizace 1938)
II. sbor byl vyšší jednotkou působící v době mobilizace v roce 1938 v sestavě 1. armády a jeho úkolem byla obrana severozápadních Čech v úseku od Rtyně nad Bílinou po Harrachov. Celková délka hlavního obranného postavení činila 157 km.
Velitelem II. sboru byl divizní generál Josef Váňa
Stanoviště velitele se nacházelo v Mladé Boleslavi

## Úkoly II. sboru
Úkolem II. sboru byla obrana hlavního obranného postavení (HOP) a zároveň i druhého obranného postavení, které se nacházelo na tzv. Liběchovské příčce. Původně měl být II. sbor tvořen prvosledovou Hraniční oblastí 33 a druhosledovou 3. divizí. 20. září byl II. sbor posílen 17. divizí, přisunutou ze Slovenska.  Sestava II. sboru byla proti jiným sborům specifická tím, že každá z vyšších jednotek držela jak úsek HOP, tak část druhého obranného postavení, případně měla ve své sestavě jednotky manévrovací.
Udržení úseku II. sboru bylo, stejně jako v případě sousedního Hraničního pásma XII stěžejní pro úspěšnou obranu Čech, případně vedení ústupových bojů v západní části státu. Průlom v oblasti II. sboru by znamenal průnik nepřátelských jednotek do týlu jednotek I. sboru a Hraničního pásma XI a tím i jejich porážku. Proto bylo nezbytné udržení HOP s výjimkou západní části obranného postavení. Zde se připouštěl ústup na druhé obranné postavení, ke měl být nepřítel již definitivně zastaven. O důležitosti, kterou udržení úseku II. sboru přikládalo hlavní velení vypovídá nejen dodatečné přidělení 17. divize, ale také praporu lehkých tanků 1 (SV Ohrazenice u Turnova), který měl představovat účinnou rychlou zálohu k eliminaci případného průlomu.

## Podřízené jednotky
Vyšší jednotky
- Hraniční oblast 33
- 3. divize
- 17. divize

Ostatní jednotky
- dělostřelecký oddíl II/103
- dělostřelecký oddíl III/104
- ženijní rota 37, 38
- telegrafní prapor 52
- ženijní prapor 23 (motorizovaný)
- prapor lehkých tanků 1
- improvizovaný obrněný vlak 35